# 夏寿康
夏 寿康（か じゅこう）は清末民初の政治家。字は受之。号は仲膺、仲英。

## 事績
1897年（光緒23年）、丁酉科挙人、その翌年には戊戌科進士となり、翰林院庶吉士を授与された。さらに京師大学堂進士館で法政を学び、翰林院編修の肩書も授与された。1903年（光緒29年）、清朝の学部により日本へ政治事情の視察に派遣され、帰国後は湖北省に戻っている。湖北省では黄州師範学堂で監督・堂長を歴任し、1909年（宣統元年）の湖北省咨議局の設立に伴い副議長に選出された。
武昌起義（辛亥革命）が勃発すると、夏寿康は黎元洪により都督府参議や政事部副部長に任用され、後に都督府顧問に移った。この際の内政整理に功績があったことから、1912年（民国元年）6月、湖北省内務司司長に任ぜられる。同年10月、湖北省民政長署理となっている。1913年（民国2年）9月、北京政府中央に召還され、国務院銓叙局局長に任ぜられた。その翌年には政治会議委員に任ぜられ、1915年（民国3年）5月には粛政庁粛政使となる。12月に袁世凱が皇帝に即位すると、夏は少卿の位を授与された。
1916年（民国5年）6月に袁世凱が死去し、黎元洪が後任の大総統になると、夏寿康は同年8月に平政院院長に起用された。翌1917年（民国6年）2月、総統府秘書長に任ぜられ、8月には司法官懲戒委員会委員長に移っている。1920年（民国9年）9月、湖北省省長に任ぜられた。その翌年に京畿河工督弁に任ぜられたが、実際には就任せず、これを最後に政界から引退した。1923年（民国12年）、北京にて病没。享年53。

## 注
1. 1 2 3  徐主編（2007）、1143頁。
2. 1 2 3  外務省情報部編（1928）、460頁。
3. ↑  外務省情報部編（1928）、460頁は、夏の死去について情報を得られなかったのか、1928年時点でも健在のように記述している。